# Човноподібна кістка (зап'ясток)
Човноподібна кістка (лат. os scaphoideum, os naviculare manus) — одна з кісток зап'ястка, належить до проксимального ряду. Розташовується між долонею й передпліччям на латеральній стороні останнього (з боку великого пальця). Утворює променевий край зап'ясткового каналу. Човноподібна кістка є найбільшою у проксимальному ряді зап'ясткових кісток, її поздовжня вісь йде зверху донизу, у латеральному і фронтальному напрямку. Українська назва є калькою з латинської os scaphoideum, що походить від грец. σκαφοειδές, утвореної від σκάφος («човен») та -ειδές («подібний»). Інша латинська назва, os naviculare manus, утворена калькуванням грецької (від лат. navicula — «човник»), а уточнення manus додане для відрізнення від однойменної кістки заплесна.

## Будова
Розташовується проксимальному ряді зап'ясткових кісток на радіальній стороні зап'ястка. Зчленовується з п'ятьма кістками: променевою (проксимально), трапецієподібною і кісткою-трапецією (дистально), головчастою і півмісяцевою (медіально):176. Понад 80 % кістки покрито суглобовим хрящем.
Долонна поверхня кістки увігнута, і утворює горбок (tuberculum ossis scaphoidei), який є місцем прикріплення поперечної зап'ясткової зв'язки. Проксимальна поверхня має трикутну форму, гладка і вигнута, зчленовується з променевою кісткою і сусідніми зап'ястковими кістками (півмісяцевою, головчастою, трапецією та трапецієподібною). Латеральна поверхня вузька і служить місцем прикріплення променевої коллатеральної зв'язки. Медіальна поверхня має дві грані: уплощену півмісяцеву, що зчленовується з півмісяцевою кісткою, та нижню увігнуту, що зчленовується вздовж півмісяцевої кістки з головкою головчастої кістки. Дорсальна поверхня вузька, з поздовжньою борозною, що служить місцем кріплення зв'язок. Нижня поверхня (з боку пальців) гладка та вигнута, трикутна, розділена на дві частини слабковираженим гребенем.
Кровопостачання здійснюється переважно з латеральної і дистальної гілок променевої артерії, через долонні і дорсальні гілки. Така схема забезпечує довільне кровопостачання медіальній та дистальній ділянці, але обділяє проксимальну:189. Дорсальна гілка забезпечує кров'ю більшість медіальних і дистальних ділянок, долонна — дистальну третину.
Схема кровопостачання дорсальної частини кістки, особливо на проксимальній ділянці, може бути різною. Іноді сухожильні волокна короткого відвідного м'яза великого пальця відходять від її горбка.

## Функції
Основною функцією човноподібної кістки є формування кісткової основи кисті. Також кістка бере участь у русі зап'ястка. Вона сполучає променеву кістку з дистальними зап'ястковими кістками. При русі зап'ястка човноподібна кістка може змінювати своє положення в площині, у якій передпліччя утворює кут з долонею.

## Клінічне значення

### Перелом
Внаслідок браку кровопостачання до окремих ділянок човноподібної кістки її загоювання йде повільно, тому важливі своєчасні діагностика і лікування (у першу чергу іммобілізація або хірургічна фіксація), що підвищують ймовірність правильного зростання фрагментів. Відсутність належного лікування може призвести до посттравматичного остеоартрозу зап'ястка:189; почасти цьому сприяє той же брак кровопостачання проксимальної ділянки. Навіть вчасно іммобілізована кістка може вимагати хірургічного лікування (фіксації фрагментів безголовковими гвинтами, наприклад, гвинтом Герберта).
Переломи при деформаціях кісток зап'ястка (таких як «горб» з долонної сторони) можуть призвести до посттравматичного артриту. Незрощення фрагментів може викликати аваскулярний некроз проксимальної ділянки.
Переломи човноподібної кістки погано піддаються рентгенівській діагностиці, тому необхідна повторна рентгенограма по спливанні певного часу, або КТ чи МРТ.

### Інші патології
Човноподібно-півмісяцева нестабільність трапляється в разі розриву човноподібно-півмісяцевої (що сполучає човноподібну і півмісяцеву кістки) та навколишніх зв'язок. У цьому випадку відстань між цими двома кістками збільшується:180.
Рідкісним захворюванням цієї кістки є хвороба Прайзера.

### Пальпація
Човноподібна кістка може бути пальпована в основі анатомічної табакерки. Також її можна промацати на долонному боці зап'ястка. Положення визначається як місце перетину довгих осей чотирьох пальців стиснутої в кулак кисті, або як основа підвищення великого пальця. Пальпована кістка буде ковзати вперед при відведенні (відгинанні в променеву сторону) чи згинанні кисті.
Ляскання човноподібної кістки чи відсутність зміщення вперед можуть вказувати на човноподібно-півмісяцеву нестабільність.

## Галерея

Човноподібна кістка лівої руки (виділена червоним). Анімація.
Човноподібна кістка лівої руки великим планом. Анімація.
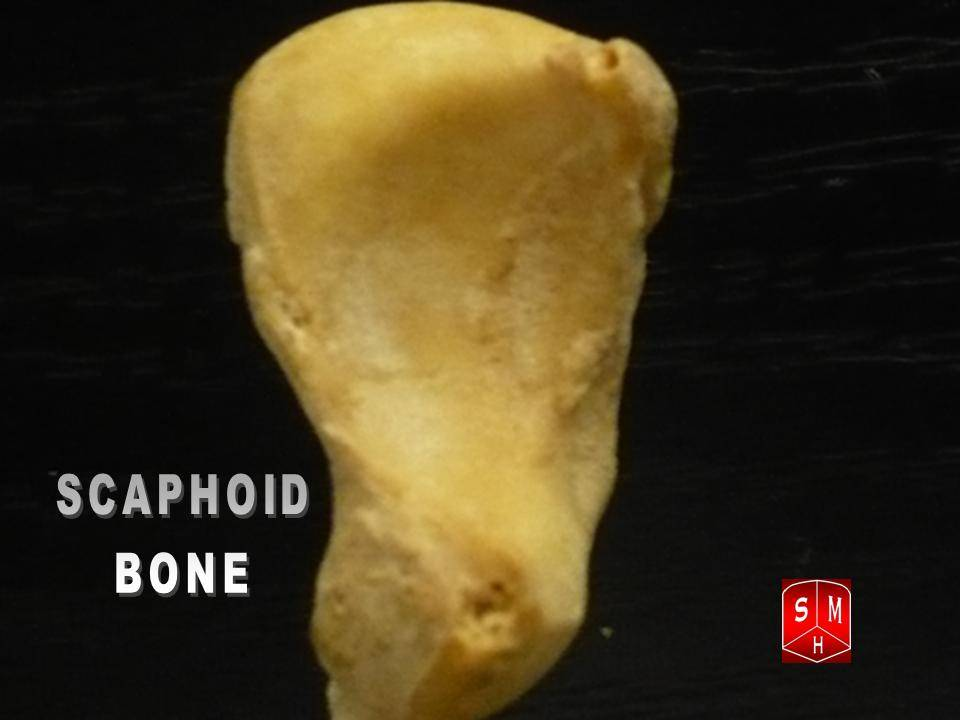
Човноподібна кістка.
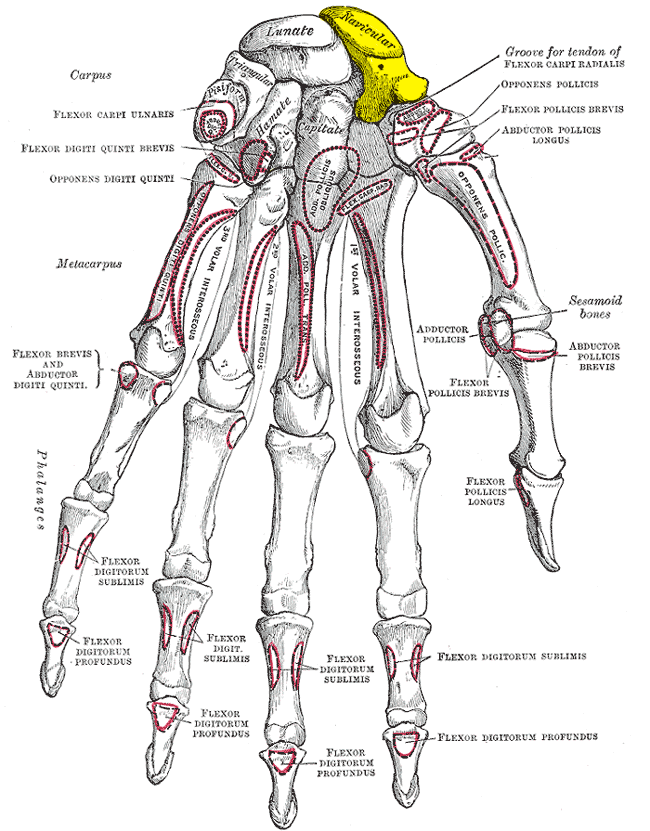
Човноподібна кістка лівої руки (виділена жовтим). Долонна поверхня.
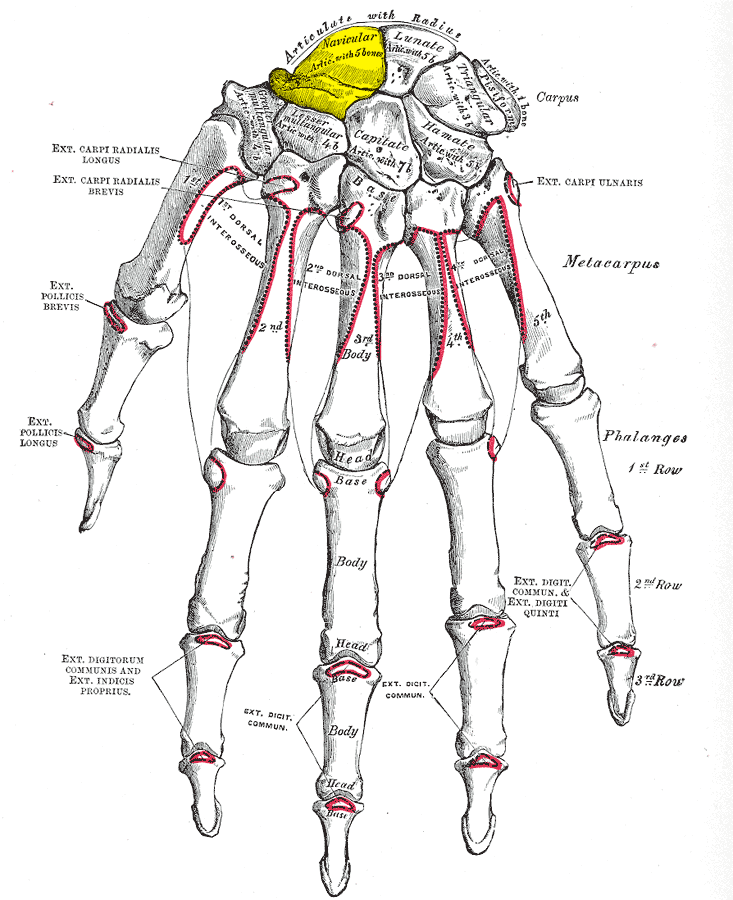
Човноподібна кістка лівої руки (виділена жовтим). Дорсальна поверхня.
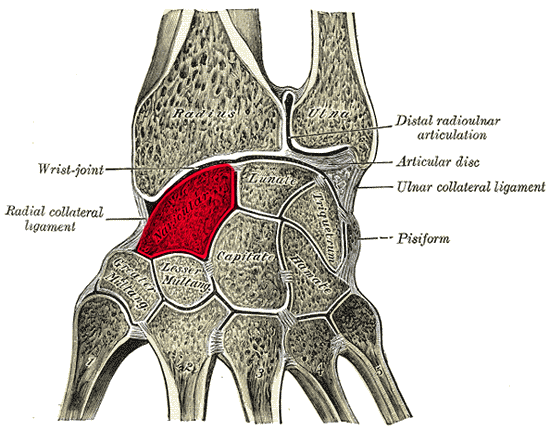
Поперечний перетин зап'ястка (великий палець ліворуч). Човноподібна кістка (позначена як «Navicular») виділена червоним.
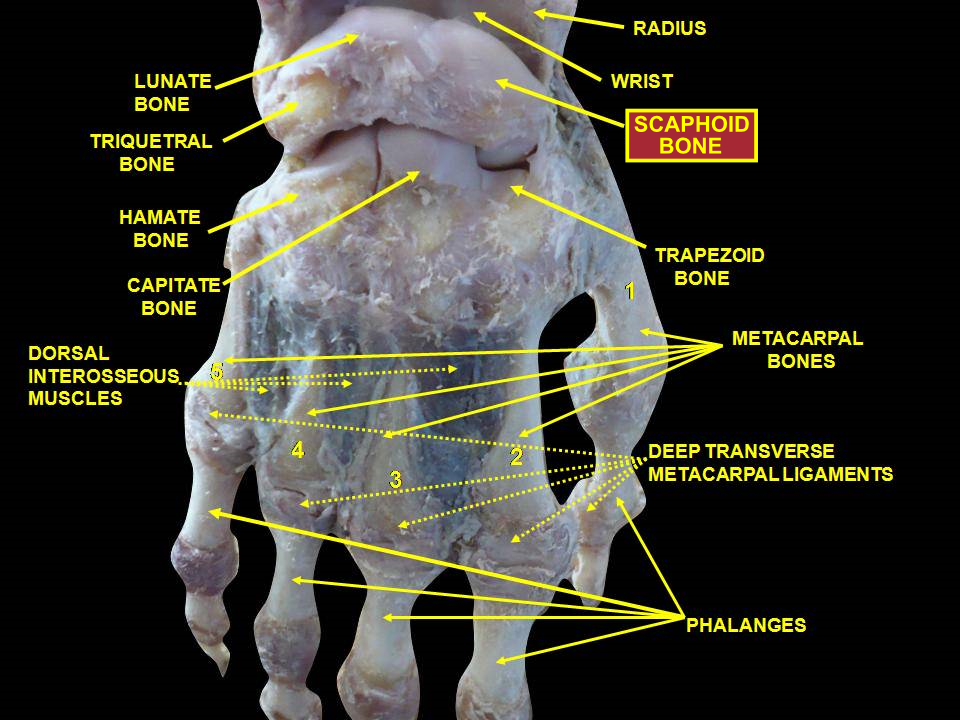
Зап'ястковий суглоб. Глибокий розтин. Вигляд ззаду.
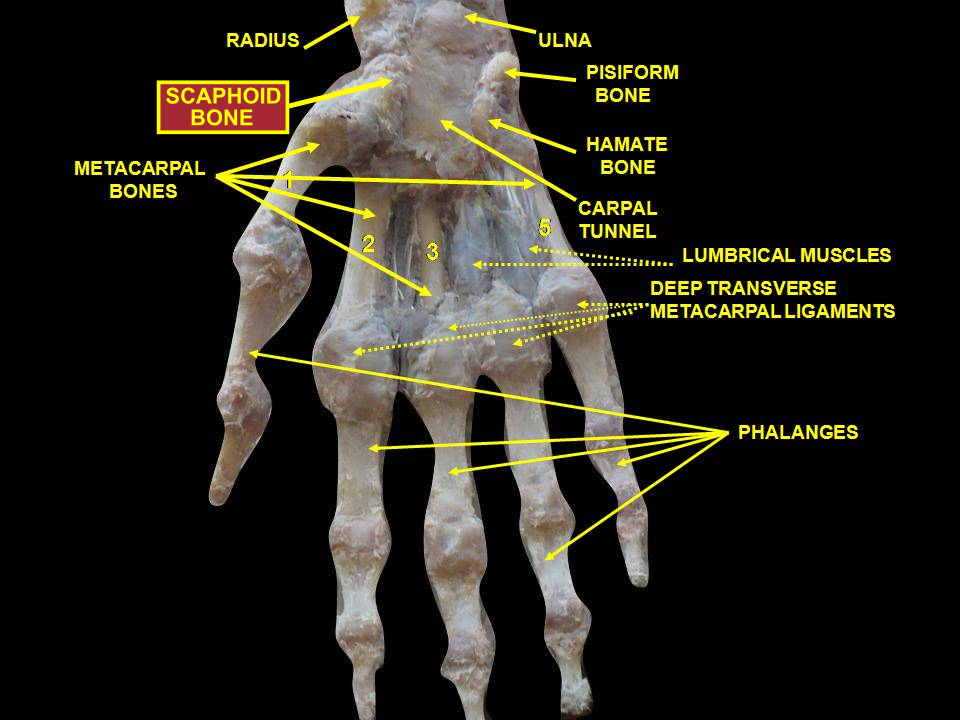
Човноподібна кістка утворює радіальний (з боку великого пальця) край зап'ясткового каналу. Зап'ястковий суглоб. Глибокий розтин. Вигляд спереду.